# Candidatura di Milano e Cortina d'Ampezzo per ospitare i XXV Giochi olimpici invernali
La candidatura di Milano e Cortina d'Ampezzo per ospitare i XXV Giochi olimpici invernali, detta anche Milano Cortina d'Ampezzo 2026, fu una proposta ufficiale del Comitato olimpico nazionale italiano (CONI) al Comitato Internazionale Olimpico (CIO) per l'assegnazione delle Olimpiadi invernali del 2026 alle due località lombarda e veneta, che si concluse con il conferimento dell'organizzazione di quei Giochi all'Italia.

## Precedenti candidature
Per Milano si trattava della seconda candidatura olimpica ufficiale, prima invernale, dopo quella estiva del 2000 (ritirata durante il processo di selezione), sebbene l'inventore dei Giochi Pierre De Coubertin, nella sua opera Mémoires olympiques del 1932, faceva riferimento a una prima e ulteriore candidatura di Milano per i Giochi estivi 1908, della quale però non risulta traccia nei documenti ufficiali in archivio del CIO.
Per Cortina d'Ampezzo invece era la sesta candidatura olimpica ufficiale per i Giochi invernali, dopo il 1944 (assegnati e non disputati a causa della seconda guerra mondiale), 1952 (eliminata alla 1ª votazione), 1956 (assegnati e disputati), 1988 (eliminata alla 1ª votazione) e 1992 (eliminata alla 3ª votazione).

## Storia della candidatura
Nel giugno 2017, il presidente del CONI Giovanni Malagò propose una candidatura di Milano e della Valtellina a ospitare le Olimpiadi invernali del 2026; il piano prevedeva che il capoluogo lombardo ospitasse gli sport sul ghiaccio, mentre gli sport sulla neve si sarebbero svolti a Bormio, Santa Caterina di Valfurva e Livigno. A settembre 2017 la proposta venne rilanciata dal sindaco di Milano Giuseppe Sala.
Il 10 marzo 2018, la sindaca di Torino Chiara Appendino si espresse pubblicamente sulla possibilità che la sua città ospitasse i Giochi del 2026, nel ventesimo anniversario delle Olimpiadi invernali del 2006 svolte proprio nel capoluogo piemontese; la candidatura avrebbe introdotto un nuovo modello per ospitare i Giochi, con la sostenibilità in prima linea. Il 17 marzo Appendino inviò una lettera al CONI ufficializzando la proposta torinese.
Poiché ogni comitato nazionale può proporre al Comitato Olimpico Internazionale una sola candidatura, il 29 marzo 2018 il CONI annunciò che si sarebbe candidato per ospitare i Giochi del 2026 a Milano e Torino, e che per questo era stata inviata una lettera di intenti al CIO. Il 1º agosto 2018, il CONI allargò a Cortina d'Ampezzo l'offerta congiunta da presentare al CIO, utilizzando le strutture esistenti, in un'unica candidatura Milano-Torino-Cortina. Il governo italiano però si pronunciò contro questa ipotesi, che aveva già creato conflitto tra i sindaci delle tre città (Milano chiedeva di essere nominata a guida del progetto, mentre Torino rifiutò di svolgere un ruolo di supporto), che non avrebbe sostenuto presso il CIO, passaggio fondamentale per la candidatura ufficiale; tuttavia, il governo lasciò aperta la possibilità di sostenere una candidatura solo Milano-Cortina d'Ampezzo.

Il logo adottato in fase di candidatura

Il 18 settembre 2018, il CONI annunciò che avrebbe quindi presentato la candidatura di Milano-Cortina d'Ampezzo e, il giorno seguente, il governo italiano affermò che avrebbe sostenuto questa candidatura. Inoltre, il CONI ritenne opportuno far sapere a Torino che avrebbe accettato un eventuale futuro ritorno nella candidatura italiana.
Il 1º ottobre 2018 venne confermata al CIO la candidatura ufficiale di Milano-Cortina d'Ampezzo, con il sostegno del governo nazionale (il quale però dichiarò che non avrebbe effettuato alcun investimento finanziario e che i costi sarebbero stati a carico delle regioni Lombardia e Veneto, che avrebbero cercato anche finanziamenti privati).
Il logo della candidatura venne svelato il 27 novembre 2018, presentandolo all'Assemblea Generale dell'ANOC a Tokyo, in Giappone: lo stemma rappresentava il Duomo di Milano stilizzato, con la facciata della cattedrale che si trasformava in una montagna, riecheggiando le Dolomiti. Le guglie verdi, bianche e rosse del duomo erano ispirate alla bandiera italiana, con il design che voleva affermare l'unità tra Milano e Cortina d'Ampezzo. Il dossier di candidatura e il sito web ufficiale furono lanciati l'11 gennaio 2019, mentre il 1° aprile 2019 venne svelato lo slogan che era «Sognando insieme». Il dossier prevedeva come sedi di gara quattro cluster:
Il 5 aprile 2019 il governo italiano cambiò parere sui finanziamenti e inviò una lettera al CIO nella quale garantiva che avrebbe sostenuto economicamente Milano-Cortina nel caso di assegnazione dei Giochi.

## Proposta

### Data
La data proposta per lo svolgimento dei Giochi sarebbe stata il periodo compreso tra il 6 febbraio e il 22 febbraio.

### Impianti
Gli impianti proposti per i Giochi furono i seguenti, divisi in quattro "cluster":
| Cluster           | Città                       | Impianto                   | Sport                   |
| ----------------- | --------------------------- | -------------------------- | ----------------------- |
| Milano            | Milano                      | Stadio Giuseppe Meazza     | Cerimonia di apertura   |
| Milano            | Milano                      | PalaItalia Santa Giulia    | Hockey su ghiaccio      |
| Milano            | Milano                      | Milano Hockey Arena        | Hockey su ghiaccio      |
| Milano            | Assago (Milano)             | Mediolanum Forum           | Pattinaggio di figura   |
| Milano            | Assago (Milano)             | Mediolanum Forum           | Short track             |
| Cortina d'Ampezzo | Cortina d'Ampezzo (Belluno) | Cortina Sliding Centre     | Bob                     |
| Cortina d'Ampezzo | Cortina d'Ampezzo (Belluno) | Cortina Sliding Centre     | Skeleton                |
| Cortina d'Ampezzo | Cortina d'Ampezzo (Belluno) | Cortina Sliding Centre     | Slittino                |
| Cortina d'Ampezzo | Cortina d'Ampezzo (Belluno) | Tofane                     | Sci alpino              |
| Cortina d'Ampezzo | Cortina d'Ampezzo (Belluno) | Stadio Olimpico            | Curling                 |
| Cortina d'Ampezzo | Rasun-Anterselva (Bolzano)  | Sudtirol Arena             | Biathlon                |
| Valtellina        | Bormio (Sondrio)            | Stelvio                    | Sci alpino              |
| Valtellina        | Livigno (Sondrio)           | Mottolino/Sitas - Tagliede | Freestyle               |
| Valtellina        | Livigno (Sondrio)           | Mottolino/Sitas - Tagliede | Snowboard               |
| Valtellina        | Livigno (Sondrio)           | Carosello 3000             | Freestyle               |
| Val di Fiemme     | Predazzo (Trento)           | Ski Jumping Stadium        | Combinata nordica       |
| Val di Fiemme     | Predazzo (Trento)           | Ski Jumping Stadium        | Salto con gli sci       |
| Val di Fiemme     | Baselga di Piné (Trento)    | Ice rink Pinè              | Pattinaggio di velocità |
| Val di Fiemme     | Tesero (Trento)             | Cross-Country Stadium      | Combinata nordica       |
| Val di Fiemme     | Tesero (Trento)             | Cross-Country Stadium      | Sci di fondo            |
| -                 | Verona                      | Arena di Verona            | Cerimonia di chiusura   |

### Costi e finanziamenti
Il bilancio preventivato dei Giochi inserito nel dossier di candidatura, prevedeva che i ricavi saranno pari a 1553814000 €, con i costi ammontanti a 1553773000 €, per un surplus quindi di 41000 €. La Regione Lombardia, la Regione Veneto e le Province Autonome di Trento e Bolzano sarebbero state responsabili del finanziamento di tutti gli investimenti infrastrutturali nei rispettivi territori, con alcune opere (Villaggio Olimpico di Milano, PalaItalia e la seconda arena per l'hockey) a carico di investitori privati.

## Assegnazione dei Giochi

Il Centro Congressi SwissTech di Losanna, al cui interno furono assegnati dal CIO, nel 2019, i Giochi alle città di Milano e Cortina d'Ampezzo.

I XXV Giochi olimpici invernali del 2026 furono assegnati il 24 giugno 2019, durante il 134º congresso del Comitato Olimpico Internazionale (CIO) svoltosi a Losanna. La sessione si sarebbe dovuta svolgere proprio a Milano, come deciso all'unanimità durante il 131ª congresso del CIO svolto a Lima nel 2017; tuttavia venne spostata presso la sede del CIO a Losanna poiché la Carta Olimpica non consentiva che una sessione si svolgesse in un paese che si era candidato ad ospitare dei Giochi assegnati durante quella stessa sessione.
Nella sede congressuale, ospitata nei locali del Centro Congressi SwissTech di Losanna, vennero presentate le due candidature: Milano-Cortina d'Ampezzo (Italia) e Stoccolma-Åre (Svezia). 
La presentazione della candidatura di Milano-Cortina d'Ampezzo fu illustrata, nella mattinata della votazione, dalla delegazione formata dal presidente del CONI Giovanni Malagò, dal sottosegretario di Stato alla Presidenza del Consiglio dei ministri Giancarlo Giorgetti, dalla campionessa paralimpica Francesca Porcellato, dalla coordinatrice del progetto Diana Bianchedi, dal canoista e sottosegretario ai Grandi Eventi della Regione Lombardia Antonio Rossi e dal segretario generale del CONI Carlo Mornati. Nel corso della presentazione fu proiettato anche un video con gli interventi del presidente della Lombardia Attilio Fontana e del sindaco di Cortina Gianpietro Ghedina. Il presidente del CIO Thomas Bach definì la presentazione italiana come «eccellente», giudizio confermato anche da altri esponenti del CIO. Nel pomeriggio invece vi fu la presentazione finale, aperta dal presidente del CONI Malagò assieme al presidente del CIP Luca Pancalli, ai quali seguirono gli interventi del sindaco di Milano Giuseppe Sala e del presidente della Regione Veneto Luca Zaia, con la conclusione lasciata al discorso del presidente del Consiglio dei ministri Giuseppe Conte e alla proiezione di un video con il messaggio di sostegno del presidente della Repubblica Italiana Sergio Mattarella, che volle enfatizzare l'importanza dei valori olimpici e la passione e ospitalità che caratterizzano l'Italia.
La candidatura di Milano-Cortina d'Ampezzo venne scelta rispetto alla proposta svedese, ottenendo la maggioranza assoluta dei voti. Il risultato fu annunciato alle ore 18:03 alla platea del Congresso dal presidente del CIO Thomas Bach, con le seguenti parole:
Fu la sesta volta che l'organizzazione di un evento olimpico venne affidata dal CIO all'Italia, ma sarà la quarta edizione regolarmente svolta dopo i VII Giochi olimpici invernali del 1956 a Cortina d'Ampezzo, i Giochi della XVII Olimpiade del 1960 a Roma e i XX Giochi olimpici invernali del 2006 a Torino (poiché i Giochi della IV Olimpiade del 1908 assegnati sempre sempre a Roma furono disputati a Londra a causa dell'eruzione del Vesuvio del 1906 e i Giochi olimpici invernali 1944 assegnati a sempre a Cortina d'Ampezzo vennero annullati a causa del perdurare della seconda guerra mondiale).
A pesare sul successo della candidature del CONI, spiegò Bach, influì il fatto che l'80% degli italiani nei sondaggi risultava favorevole ad ospitare i Giochi, a fronte del 55% degli svedesi.
Come da accordi tra il Comitato Paralimpico Internazionale e il Comitato Olimpico Internazionale, le città di Milano e Cortina d'Ampezzo selezionate per ospitare i XXV Giochi olimpici invernali dovranno ospitare anche i corrispondenti XIV Giochi paralimpici invernali.